# Gondenans-Montby
Gondenans-Montby ist eine französische Gemeinde mit 163 Einwohnern (Stand: 1. Januar 2022) im Département Doubs in der Region Bourgogne-Franche-Comté.

## Geographie
Gondenans-Montby liegt auf 395 m, zwölf Kilometer nordnordöstlich von Baume-les-Dames und etwa 27 Kilometer westsüdwestlich der Stadt Montbéliard (Luftlinie). Das Dorf erstreckt sich auf der leicht gewellten Kalkhochfläche zwischen den Flusstälern von Doubs im Süden und Ognon im Norden, am westlichen Rand des Grand Bois.
Die Fläche des 11,78 km² großen Gemeindegebiets umfasst einen Abschnitt der gewellten Landschaft zwischen Doubs und Ognon. Der Hauptteil des Gebietes wird vom wasserarmen Hochplateau eingenommen, das durchschnittlich auf 400 m liegt. Es ist überwiegend von Acker- und Wiesland bestanden, zeigt aber auch einige größere Waldflächen. Nach Westen reicht der Gemeindeboden bis auf die bewaldeten Höhen des Chamois, auf dem mit 494 m die höchste Erhebung von Gondenans-Montby erreicht wird, und des Bois du Chardenoi. Die östliche Abgrenzung verläuft auf einem Kamm des Grand Bois (bis 425 m). Nördlich des Dorfes beginnt eine Mulde, die sich zum Tal von Uzelle öffnet. In diesem Tal, das topographisch zum Einzugsgebiet der Soye gehört, befindet sich eines der wenigen oberirdischen Fließgewässer des Kalkplateaus, das jedoch schon nach kurzer Wegstrecke wieder im verkarsteten Untergrund versickert. Auch die Mulde von Les Echarquenans jenseits dieses Taleinschnittes gehört zu Gondenans-Montby.
Die Gemeinde besteht aus verschiedenen Ortsteilen:
- Gondenans-Montby (395 m) auf der Kalkhochfläche
- Montby (440 m) am Rand eines Hochplateaus östlich des Chamois
- Les Echarquenans (330 m) in einer Mulde am Rand der Grands Bois
- Moulin Brulé (325 m) in der Talmulde unterhalb von Uzelle

Nachbargemeinden von Gondenans-Montby sind Uzelle und Bournois im Norden, Soye und Fontaine-lès-Clerval im Osten, Viéthorey im Süden sowie Fontenelle-Montby im Westen.

## Geschichte
Das Gemeindegebiet von Gondenans-Montby war schon sehr früh besiedelt. Spuren der Anwesenheit des Menschen wurden aus dem Neolithikum und aus der Bronzezeit entdeckt. Die Burg Montby wurde im 12. Jahrhundert gegründet, die in der Folgezeit den Mittelpunkt einer Herrschaft bildete. Sie wurde im Jahr 1344 gebrandschatzt, danach wieder aufgebaut, im 16. Jahrhundert geplündert und während des Dreißigjährigen Krieges 1637 erneut in Brand gesteckt. Zusammen mit der Franche-Comté gelangten Gondenans und Montby mit dem Frieden von Nimwegen 1678 definitiv an Frankreich. Während des preußisch-französischen Krieges 1871 wurden Teile der Burg von preußischer Artillerie zerstört, da sich hier französische Truppen verschanzt hatten. Seit der Zeit der Französischen Revolution bilden Gondenans, Montby und Les Echarquenans die Gemeinde Gondenans-Montby. Heute ist Gondenans-Montby Teil des Gemeindeverbandes Deux Vallées Vertes.

## Sehenswürdigkeiten
Die Kapelle von Gondenans wurde im 19. Jahrhundert errichtet. Von der mittelalterlichen Burg Montby sind nur noch wenige Ruinen aus dem 16. Jahrhundert sichtbar. Heute steht an der Burgstelle ein Bauernhof.

## Bevölkerung
| Jahr                       | 1962 | 1968 | 1975 | 1982 | 1990 | 1999 | 2016 |
| Einwohner                  | 200  | 177  | 169  | 198  | 195  | 175  | 175  |
| Quellen: Cassini und INSEE |      |      |      |      |      |      |      |

Mit 163 Einwohnern (Stand 1. Januar 2022) gehört Gondenans-Montby zu den kleinen Gemeinden des Départements Doubs. Nachdem die Einwohnerzahl in der ersten Hälfte des 20. Jahrhunderts deutlich abgenommen hatte (1906 wurden noch 346 Personen gezählt), wurden seit Beginn der 1970er Jahre nur noch geringe Schwankungen verzeichnet.

## Wirtschaft und Infrastruktur
Gondenans-Montby war bis weit ins 20. Jahrhundert hinein ein vorwiegend durch die Landwirtschaft (Ackerbau, Obstbau und Viehzucht) und die Forstwirtschaft geprägtes Dorf. Beim Moulin Brulé wird Fischzucht betrieben. Daneben gibt es heute einige Betriebe des lokalen Kleingewerbes. Mittlerweile hat sich das Dorf auch zu einer Wohngemeinde gewandelt. Viele Erwerbstätige sind deshalb Wegpendler, die in den größeren Ortschaften der Umgebung ihrer Arbeit nachgehen.
Der Ort liegt abseits der größeren Durchgangsstraßen an einer Departementsstraße, die von Rougemont nach Clerval führt. Der nächste Anschluss an die Autobahn A36 befindet sich in einer Entfernung von ungefähr zwölf Kilometern. Weitere Straßenverbindungen bestehen mit Uzelle und Viéthorey.